# Kouros (NAMA 3372 und 3965)

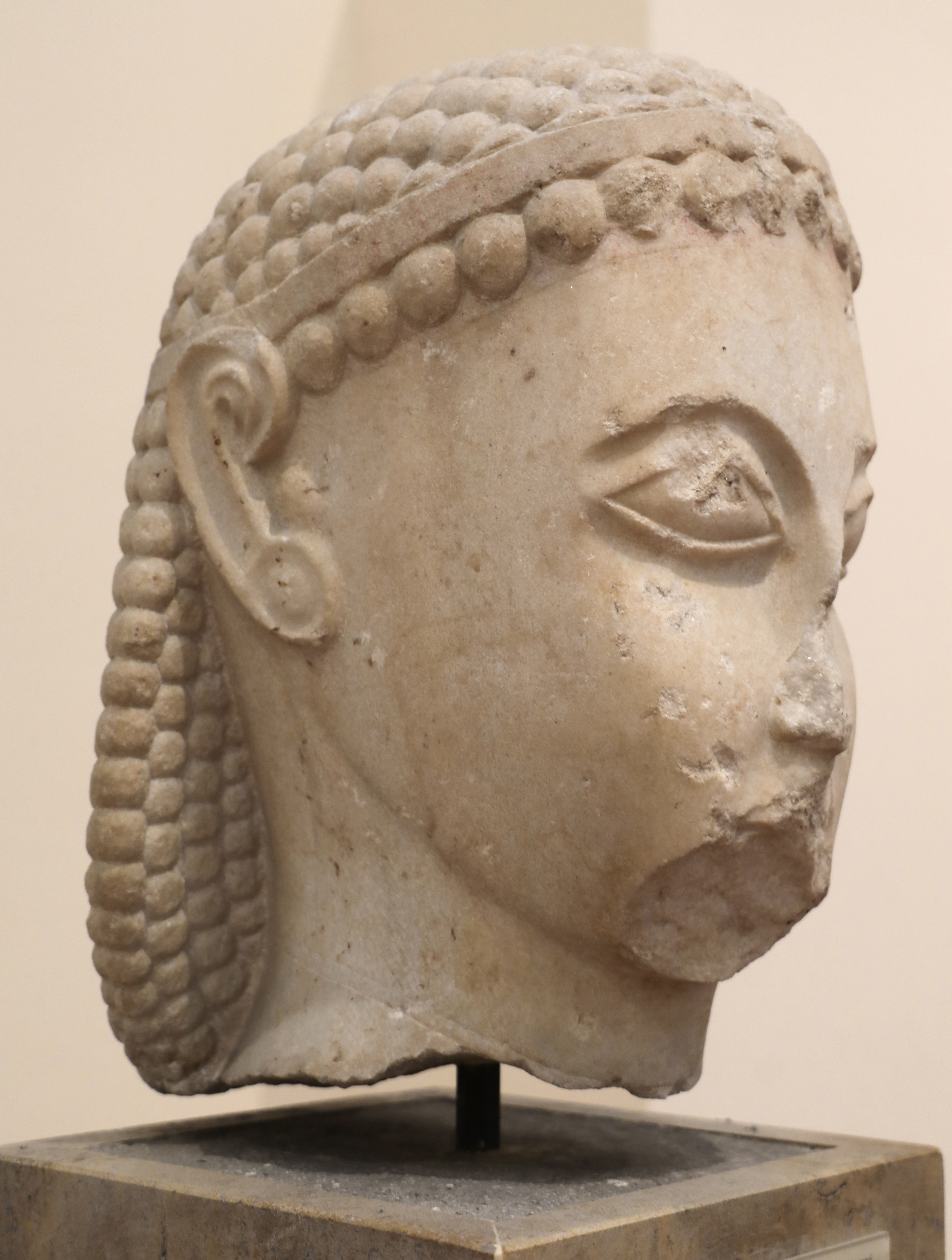
Kopf des Kouros

Die Statue eines Kouros im Archäologischen Nationalmuseum Athen (NAMA) mit den Inventarnummern 3372 und 3965 ist eine archaische Statue eines jungen Mannes, die Ende des 7. Jahrhunderts v. Chr. geschaffen wurde.
Von der Kourosstatue sind nur noch zwei Teile erhalten: der Kopf, der sogenannte Dipylon-Kopf, und eine Hand. Teile der Nase und des Mundes fehlen, auch das rechte Auge, Teile der Frisur und des Gesichts sind beschädigt. Der Kopf weist eine auffällige ovale Form und eine hohe Stirn auf. Die mandelförmigen Augen sind sehr groß, die Augenbrauen haben die Form eines geschlossenen Bogens. Die Ohren sind wie Voluten eingedreht. Das lange Haar ist in kleinen Löckchen frisiert und wird von einem Band zusammengehalten.
Die Statue aus Inselmarmor war ursprünglich überlebensgroß, Überlegungen gehen von bis zu drei Metern Höhe aus. Der erhaltene Kopf hat eine Höhe von 44 Zentimetern, die Hand eine Länge von 28 Zentimetern. Es ist unklar, ob es sich um eine Grabstatue oder eine einem Heiligtum gestiftete Statue handelte. Sie ist eines der ersten Beispiele für antike griechische Monumentalbildhauerei. Der erhaltene Kopf weist in seiner Bearbeitung auf die Entwicklung der Kouroi hin, weg von den flachen Figuren hin zu einem voluminöseren Stil. Kopf und Hand wurden 1916 nahe dem Dipylontor im Athener Kerameikos gefunden. Die Statue weist Ähnlichkeiten mit dem New Yorker Kouros und dem Kouros vom Heiligen Tor auf. Möglicherweise wurde sie vom Dipylon-Meister geschaffen.